# Eichmühle (Bad Tölz)

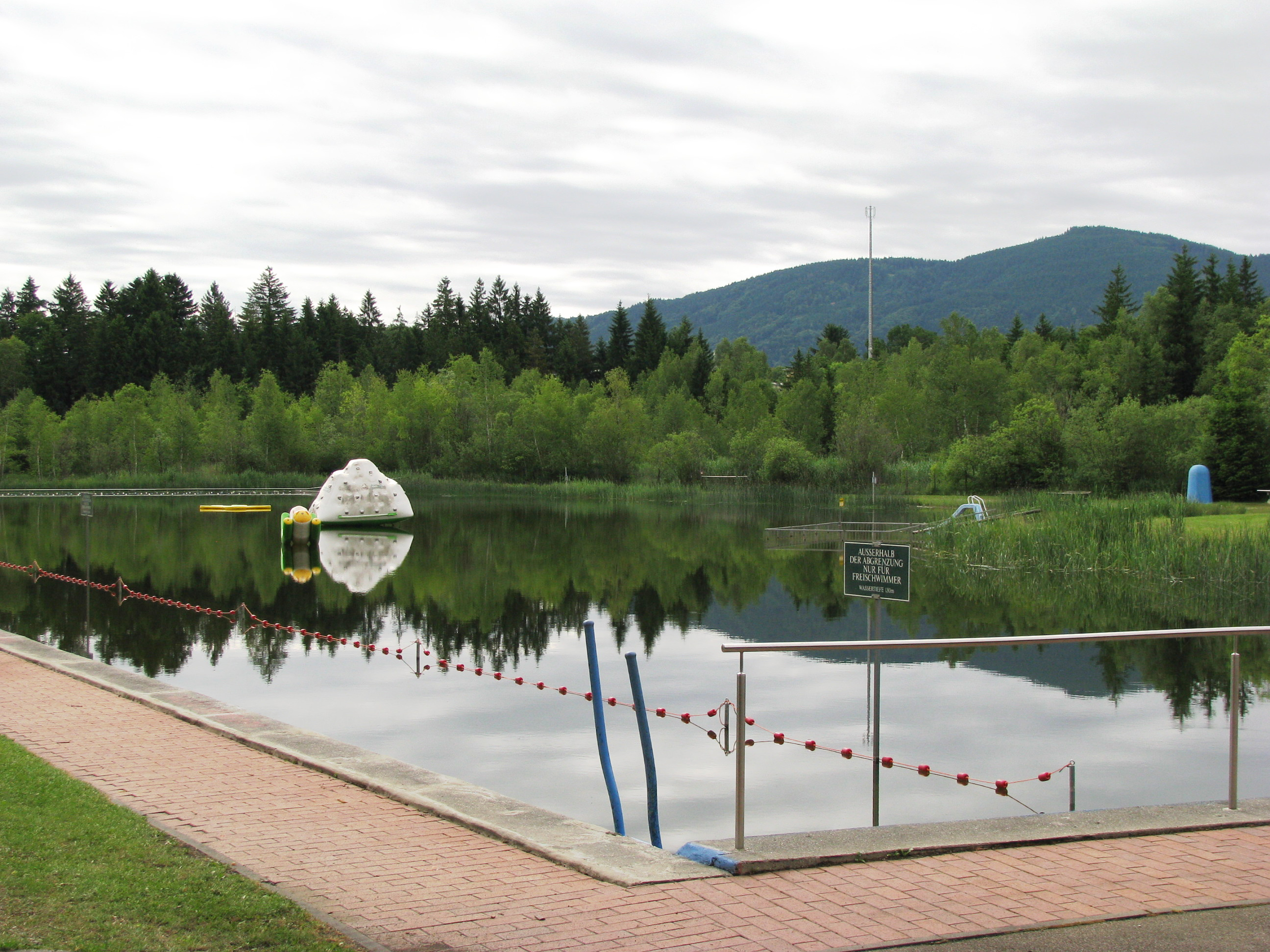
Naturfreibad in Eichmühle

Eichmühle ist ein ehemaliger Weiler der Stadt Bad Tölz im oberbayerischen Landkreis Bad Tölz-Wolfratshausen. Der Ort lag am Ellbach nordöstlich von Bad Tölz. Der Bereich um den ehemaligen Eichmühlhof wurde nach 2000 als Baugebiet erschlossen.

## Gemeindezugehörigkeit
Vor der Gemeindegebietsreform war Eichmühle ein Ortsteil der Gemeinde Kirchbichl und wurde nach deren Auflösung am 1. Mai 1978 nach Bad Tölz eingegliedert.

## Einwohner
Im Jahr 1871 zählte der Ort zwölf Einwohner, bei der Volkszählung 1987 war er unbewohnt.

## Freizeit
In Eichmühle gibt es ein Naturfreibad, das 1927 eröffnet wurde.